# Comuna de Łopuszno
Łopuszno (polaco: Gmina Łopuszno) é uma gminy (comuna) na Polónia, na voivodia de Santa Cruz e no condado de Kielecki. A sede do condado é a cidade de Łopuszno.
De acordo com os censos de 2006, a comuna tem 8996 habitantes, com uma densidade 50,8 hab/km².

## Área
Estende-se por uma área de 176,81 km², incluindo:
- área agricola: 52%
- área florestal: 42%

## Demografia
Dados de 30 de Junho 2004:
|                      | Total   | Total | Mulheres | Mulheres | Homens  | Homens |
| -------------------- | ------- | ----- | -------- | -------- | ------- | ------ |
|                      | pessoas | %     | pessoas  | %        | pessoas | %      |
| População            | 8986    | 100   | 4480     | 49,9     | 4506    | 50,1   |
| Densidade (pop./km²) | 50,8    | 100   | 25,3     | 25,3     | 25,5    | 25,5   |

De acordo com dados de 2005, o rendimento médio per capita ascendia a 1817,15 zł.

## Comunas vizinhas
- Krasocin, Małogoszcz, Mniów, Piekoszów, Radoszyce, Słupia, Strawczyn